# Раковский, Нафтула Лейбович
Анатолий Львович (Нафтула Лейбович) Раковский (8 августа 1928 года, Умань — 5 июня 1986 года) — доктор технических наук, учёный-нефтяник, специалист в области повышения нефтеотдачи пластов. Один из первых разработчиков метода добычи нефти с помощью гидроразрыва пласта.

## Биография
Родился в г. Умань 8 августа 1928 года. После начала войны вместе с семьёй эвакуировался в Ульяновскую область.
Окончил Сызранский нефтяной техникум (1948) и Московский нефтяной институт (1953, специальность «Разработка нефтяных и газовых месторождений»).
В 1953—1958 заместитель начальника участка, инженер по эксплуатации, начальник производственного отдела НПУ «Альметьевскнефть» объединения «Татнефть».
В 1958 г. поступил в аспирантуру ВНИИ нефти, с 1960 г. работал там же: старший научный сотрудник, руководитель сектора (1971), руководитель лаборатории проектирования и анализа тепловых методов разработки нефтяных месторождений (1976).
В 1983 г. защитил докторскую диссертацию на тему «Научно-методические основы проектирования разработки нефтяных месторождений тепловыми методами».
Один из первых разработчиков метода добычи нефти с помощью гидроразрыва пласта.
Умер 5 июня 1986 г. на 58 году жизни.

## Сочинения
Автор трёх монографий.
- Вытеснение нефти из пласта растворителями [Текст] : производственно-практическое издание / П. И. Забродин, Н. Л. Раковский, М. Д. Розенберг. — Москва : Недра, 1968. — 224 с. : ил.

## Награды
Награждён орденом «Знак Почёта».